# حزب الشعب البافاري
حزب الشعب البافاري (بالألمانية: Bayerische Volkspartei) هو حزب سياسي من جمهورية فايمار، أسس في ديسمبر 1918، وحل في 5 يوليو 1933، يقع مقره في بافاريا.

## أعضاء بارزون
- كود سباركل
- تحديث القائمة

- هاينريش هيملر (1919 - 1923)
- غوستاف ريتر فون كار
- فرانز ريتر فون إب (1927 - 1928)
- أنطون غراف فون أركو أوف فالي
- أغسطس شميدهوبر
- هانز سايدل
- فريتس شيفر
- جوسيف مولر (سياسي)
- أويغن فون كنيلينغ
- هاينريش هيلد